# Palmfjäril
Palmfjäril, Paysandisia archon är en fjärilsart som beskrevs av Hermann Burmeister 1880. Palmfjäril ingår i släktet Paysandisia och familjen Castniidae. Arten är passivt införd och förekommer tillfälligt i Sverige, men reproducerar sig inte. Inga underarter finns listade i Catalogue of Life. Fjärilen är dagaktiv och värdväxt för dess larver är olika palmer.

## Bildgalleri

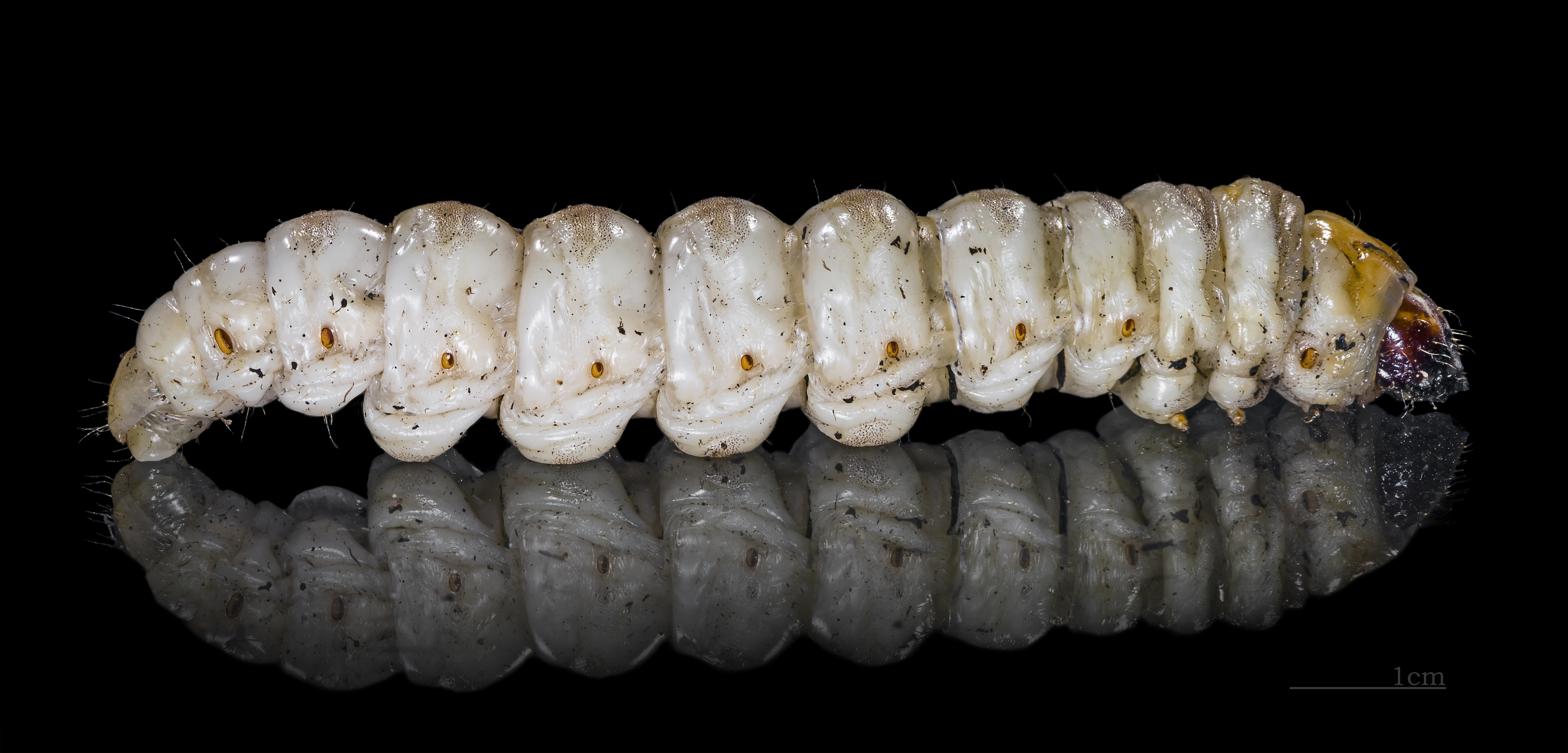
Fjärilens larv
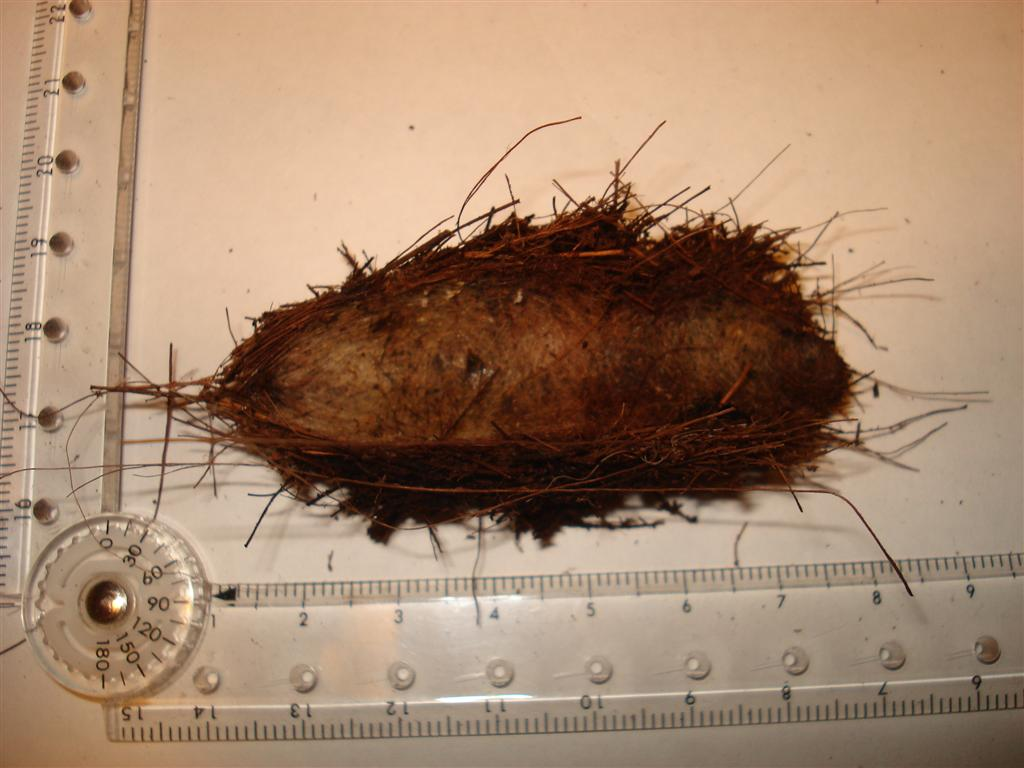
Fjärilens kokong
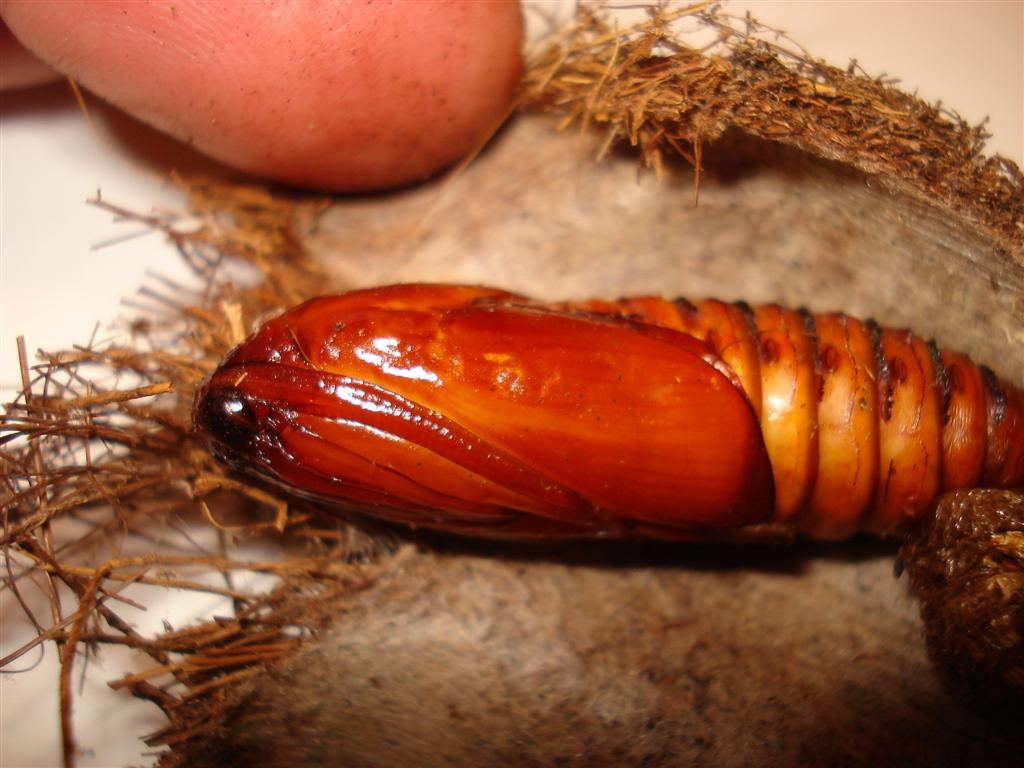
Fjärilens puppa
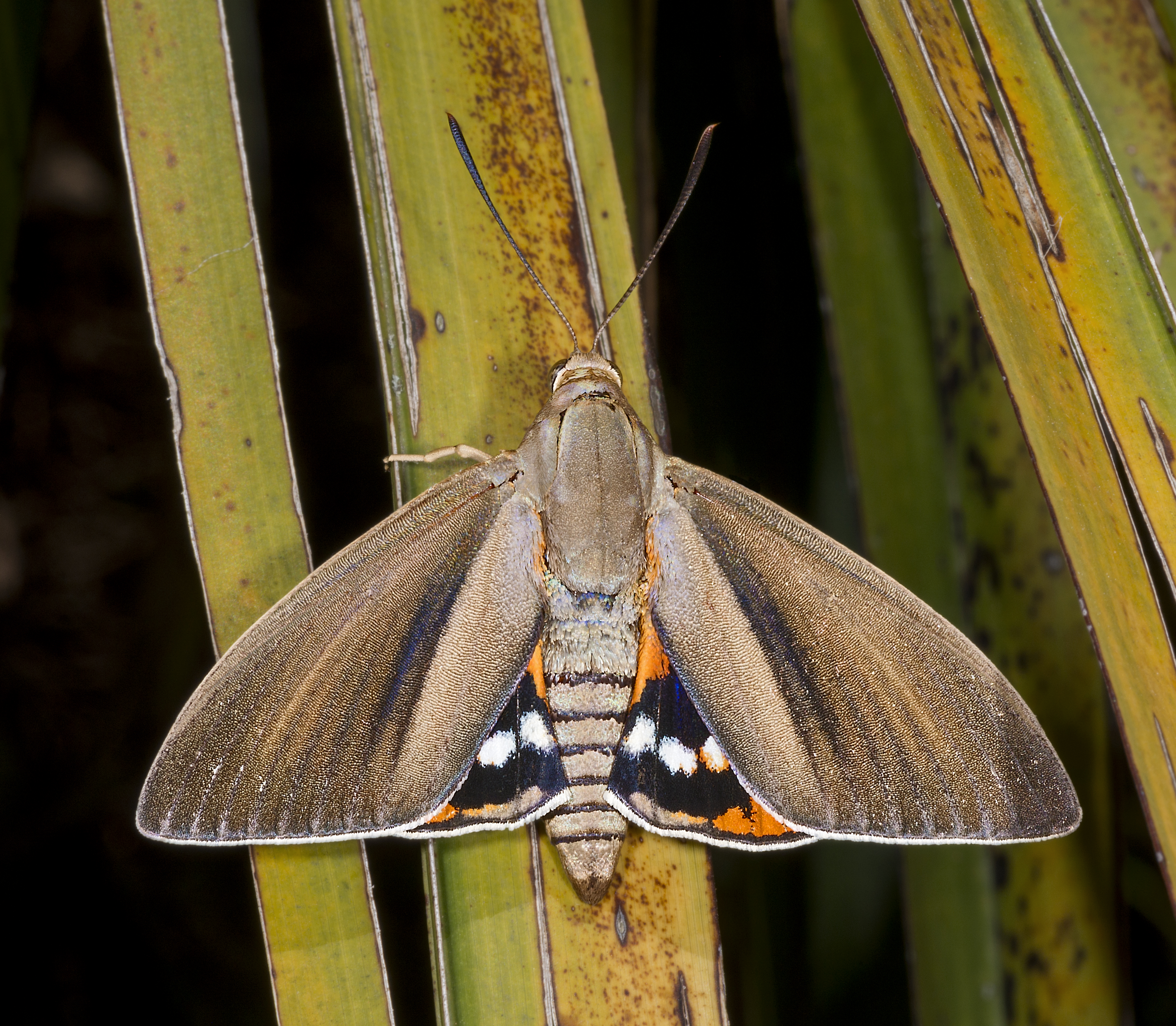
imago fjäril, hane
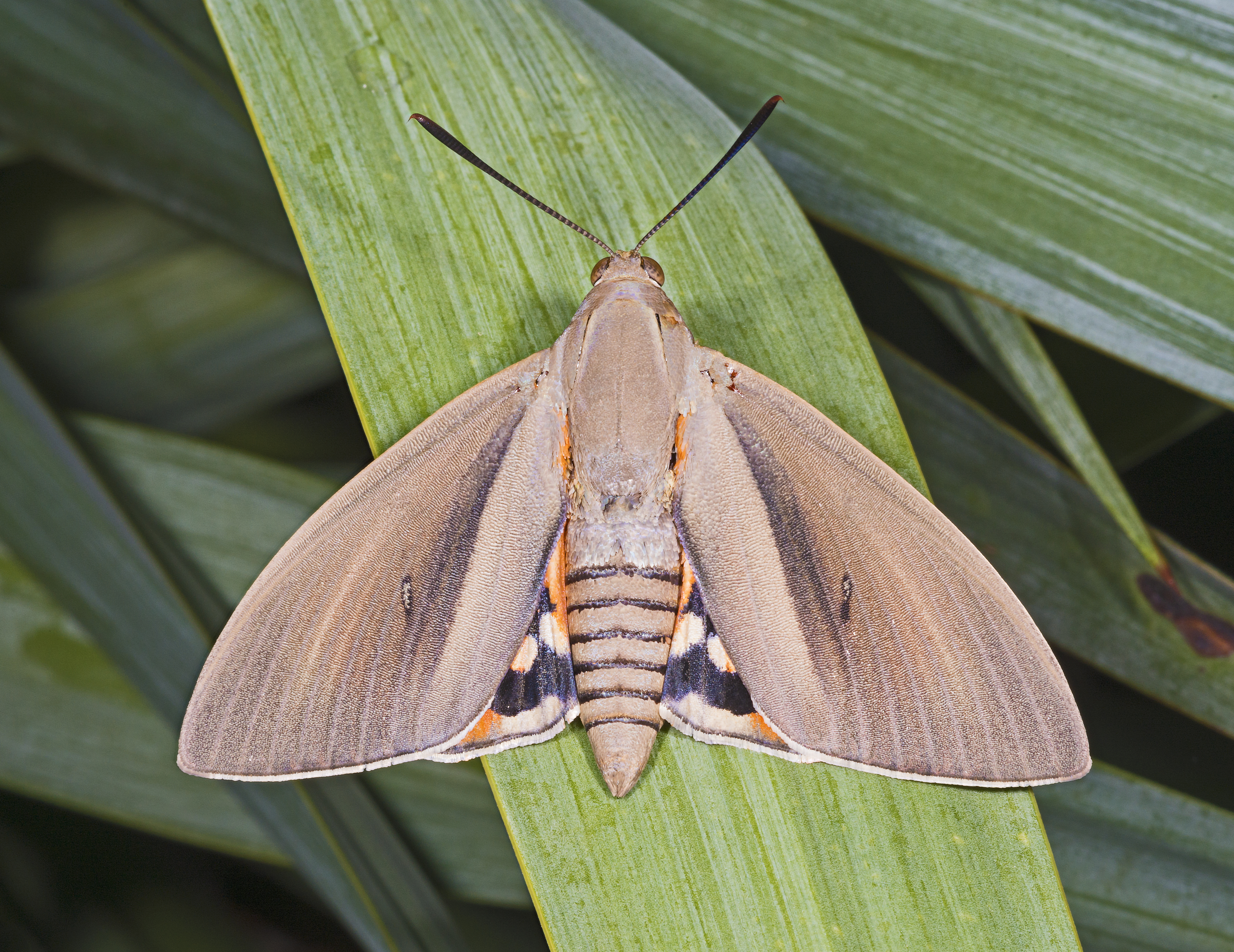
imago fjäril, hona
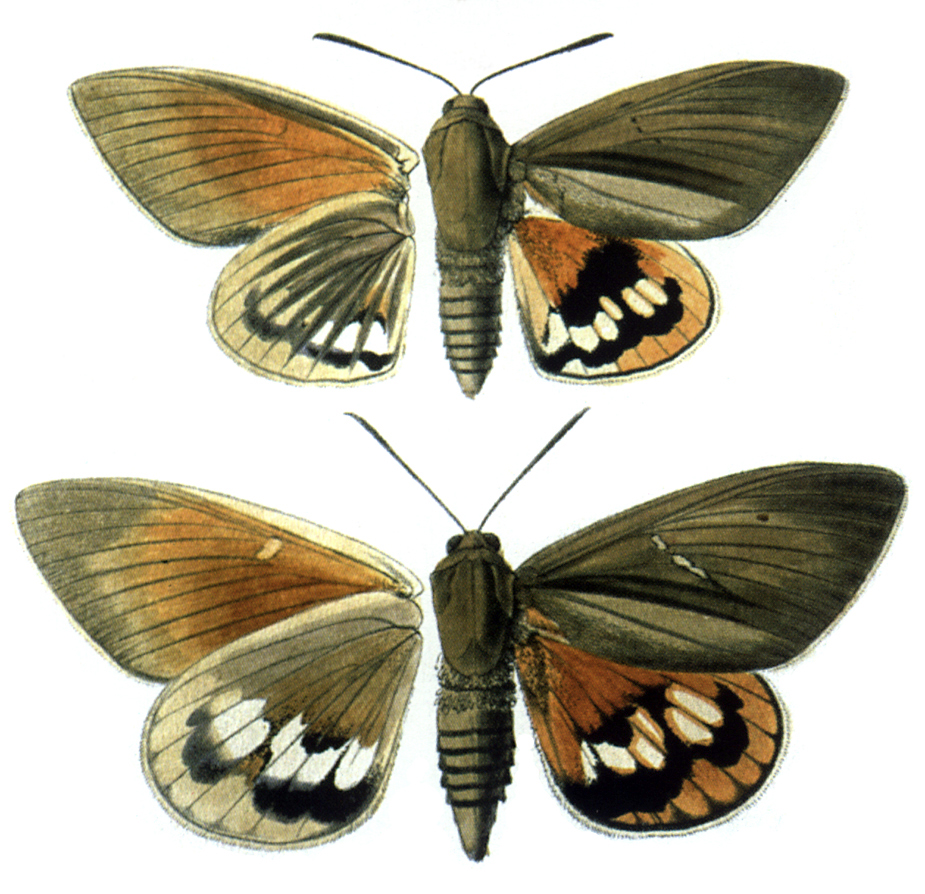
Illustration, över och undersida